# Inazuma Eleven: Saikyō Gundan Ōga Shūrai
Inazuma Eleven: Saikyō Gundan Ōga Shūrai (イナズマイレブン 最強軍団オーガ襲来) là phim anime 2010. Đây là phim đầu tiên dựa trên anime và manga hài phổ biến Inazuma Eleven.Phim được công chiếu ở các rạp Nhật Bản vào ngày 23 tháng 12 năm 2010. Phim trình chiếu trong hai định dạng là 2D truyền thống và 3D.

## Phân vai
- Nojima Hirofumi vai Shuuya Gouenji
- Kamiya Hiroshi vai Baddap Sleed
- Yoshino Hiroyuki vai Yuuto Kidou
- Takeuchi Junko vai Kanon Endou và Mamoru Endou
- Shimono Hiro vai Fidio Aldena và Shin'ichi Handa
- Nakata Jouji vai Bauzen
- Konno Jun vai Domon Asuka
- Arimoto Kinryuu vai

Admiral Hibiki, Watanabe Kumiko
Mistorene Calus/Mistore
- Miyano Mamoru vai Shirou Fubuki
- Tano Megumi vai Heigorou Kabeyama
- Hino Miho vai Kurimatsu Teppei
- Mine Nobuya vai Seiya Tobitaka, Kugimiya Rie, Toramaru Utsunomiya